# Henry Scudamore-Stanhope (9e comte de Chesterfield)
Henry Edwyn Chandos Scudamore-Stanhope (8 avril 1821 – 21 janvier 1887) est un pair britannique.

## Biographie

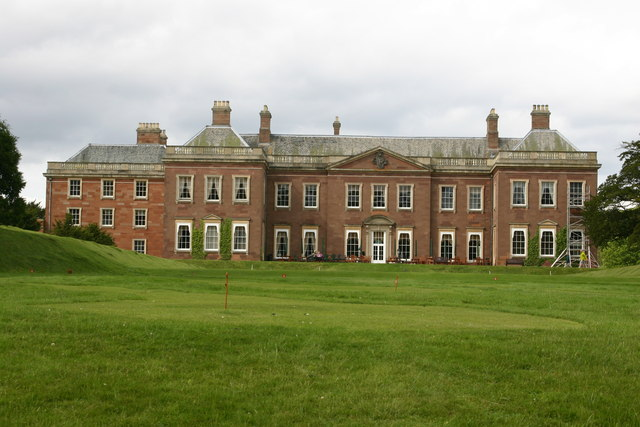
Holme Lacy Maison

Il est l'aîné des quatre fils de Sir Edwyn Francis Scudamore-Stanhope, 2e baronnet. 
Il épouse Dorothée Hay, fille de Sir Adam Hay, 7e baronnet Hay de Smithfield, le 6 août 1851 à l'église St-Johns, Édimbourg, en Écosse. Ensemble, ils ont six fils, dont Edwyn Scudamore-Stanhope (10e comte de Chesterfield) et Henry Scudamore-Stanhope (11e comte de Chesterfield).
En 1874, il hérite de la baronnie et du domaine de Holme Lacy dans le Herefordshire, auparavant la propriété de Frances Scudamore, duchesse de Norfolk, qui est attribuée à son père après des années de litige .
En 1883, il succède à son cousin George Stanhope (8e comte de Chesterfield), comme 9e comte. Il est décédé le 21 janvier 1887 à l'Hôtel Victoria à St Leonards-on-Sea. Il est remplacé en tant que 10e comte par son fils, Edwyn Francis Scudamore-Stanhope.